# Дарбаза (Жамбылская область)
Дарбаза (каз. Дарбаза) — село в Жуалынском районе Жамбылской области Казахстана. Входит в состав Биликольского сельского округа. Код КАТО — 314237200.

## Население
В 1999 году население села составляло 213 человек (113 мужчин и 100 женщин). По данным переписи 2009 года, в селе проживали 174 человека (89 мужчин и 85 женщин).